# Wu Changshuo

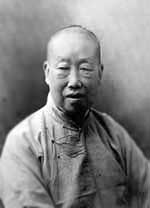
Wu Changshuo

Wu Changshuo (vereenvoudigd Chinees: 吴昌硕; traditioneel Chinees: 吳昌碩; 12 september 1844–29 november 1927) was een Chinees kunstschilder, zegelsnijder en kalligraaf uit de late Qing-periode. 'Changshuo' was Wu's omgangsnaam, met deze naam wordt hij meestal aangeduid. Zijn werkelijke naam is Wu Jun (吳俊), welke hij later liet veranderen in Junqing (吳俊卿).

## Biografie
Wu werd op 12 september 1844 geboren in Huzhou, in de provincie Zhejiang. Hij groeide op in een familie van literati. Toen Wu de twintig was gepasseerd, verhuisde hij naar Suzhou, in de provincie Jiangsu. Tot het moment dat de Qing-dynastie in 1912 viel, bekleedde Wu een bestuurlijke functie in de provincie Liaoning.
In 1913 werd Wu de leider van het Xiling-genootschap van de zegelkunst, een vereniging van zegelsnijders uit Hangzhou. Hij stierf op 29 november 1927 in Shanghai.

## Werk
Wu begon zijn artistieke loopbaan met de studie van dichtkunst en antieke tekstfragmenten. Later legde hij zich toe op de kalligrafie.
Wu beschouwde het snijden van zegels en schilderen als twee onlosmakelijk zaken. Zijn schilderkunst was sterk beïnvloedt door het werk van Xu Wei (1521–1593). In navolging van Xu schilderde Wu vogel- en bloemschilderingen in een expressieve, individualistische stijl. Deze stijl zorgde voor een heropleving van dit in vergetelheid geraakte genre. Volgens sommige kunstkenners zijn enkele aan Wu toegeschreven werken in werkelijkheid van de hand van zijn leerling Wang Zhen.
Wu was een voortrekker van de vernieuwende Shanghai-school, een stroming die brak met de elitaire traditie van de literati-schilderkunst. Hij had een belangrijke invloed op zijn tijdgenoten en was onder andere de mentor van Qi Baishi (1864–1957).

## Afbeeldingen

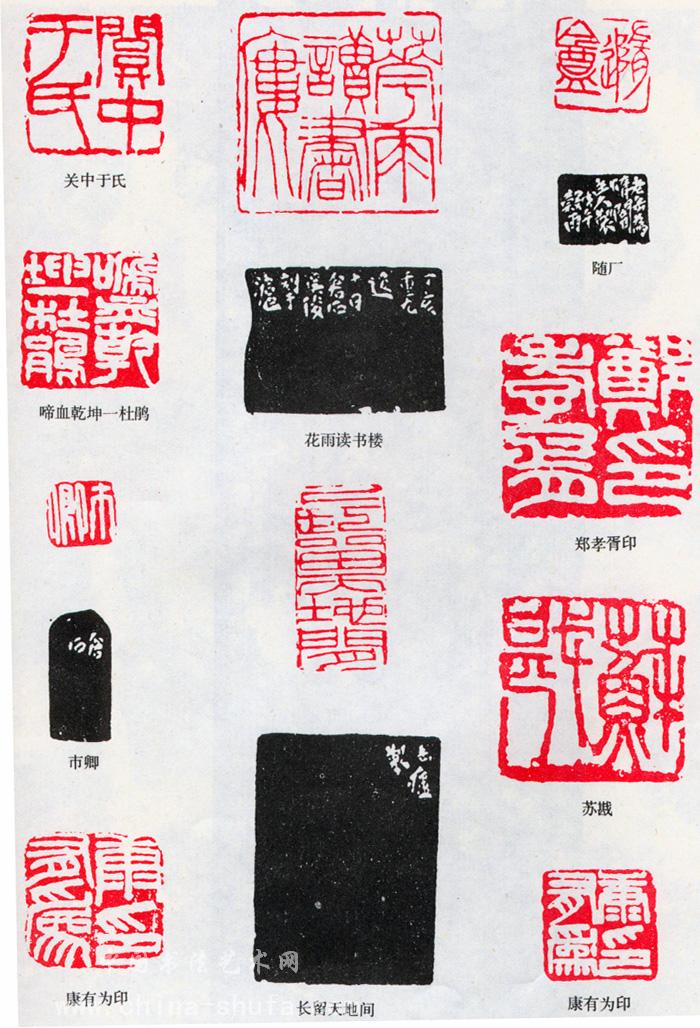
Enkele door Wu vervaardigde zegels
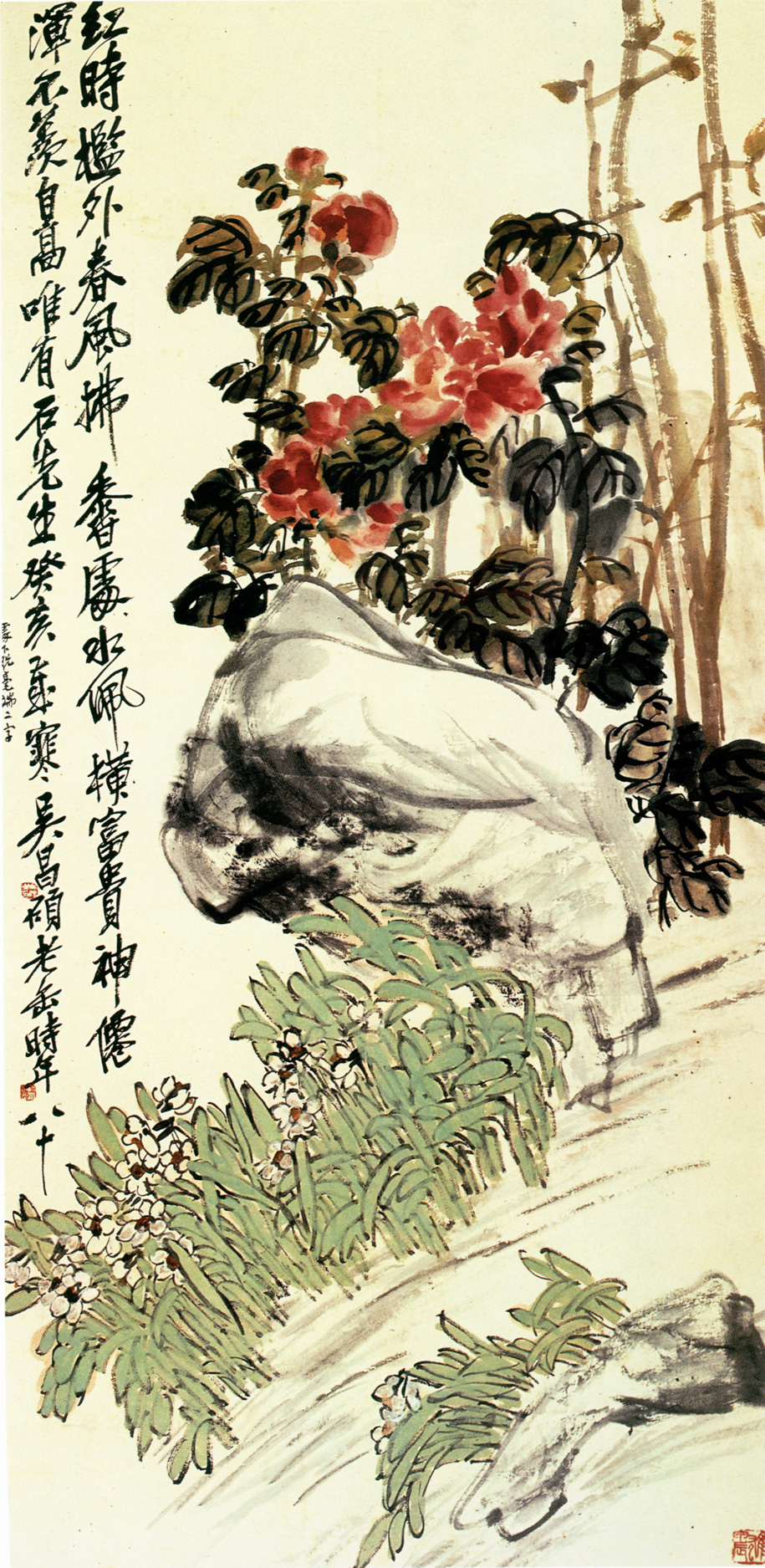
Pioenen en narcissen (gewassen inkt en kleur op papieren hangende rol)
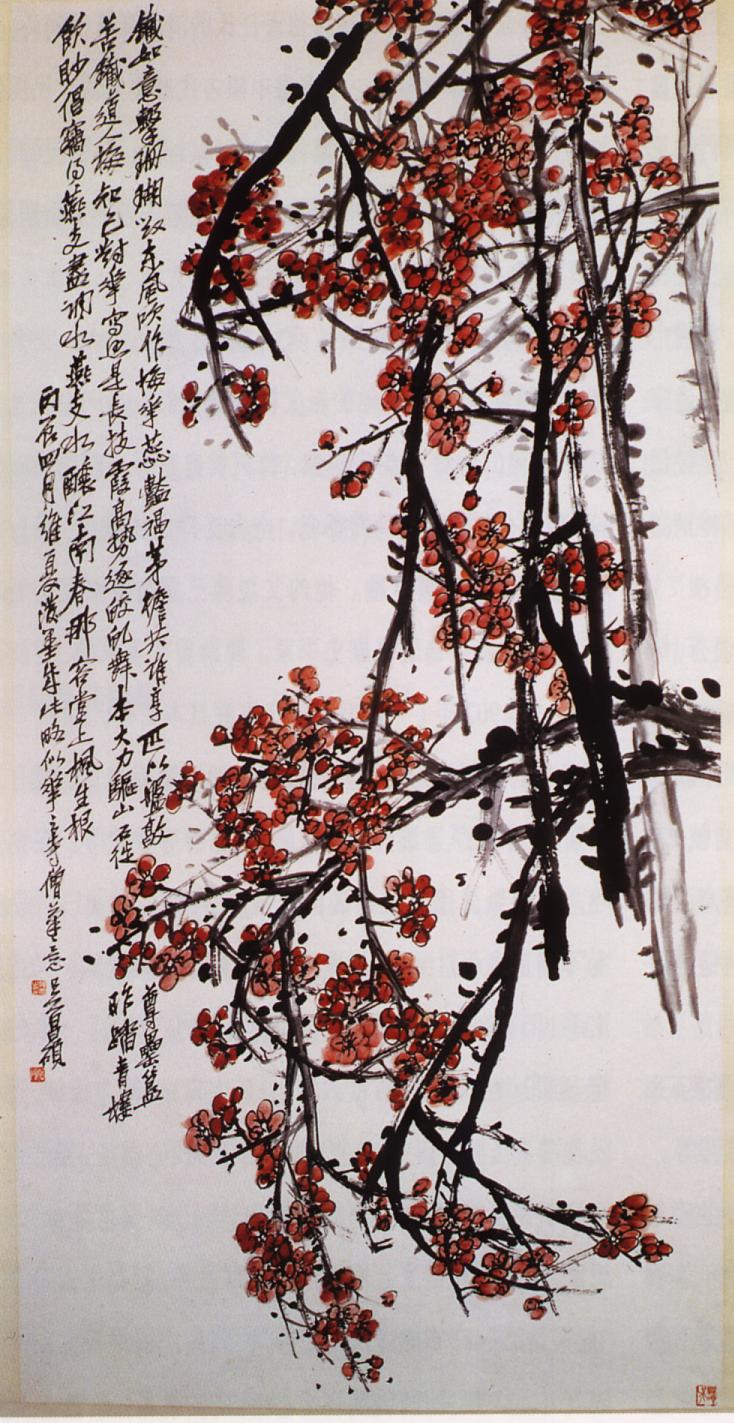
Pruimenbloesem (gewassen inkt en kleur op papieren hangende rol)
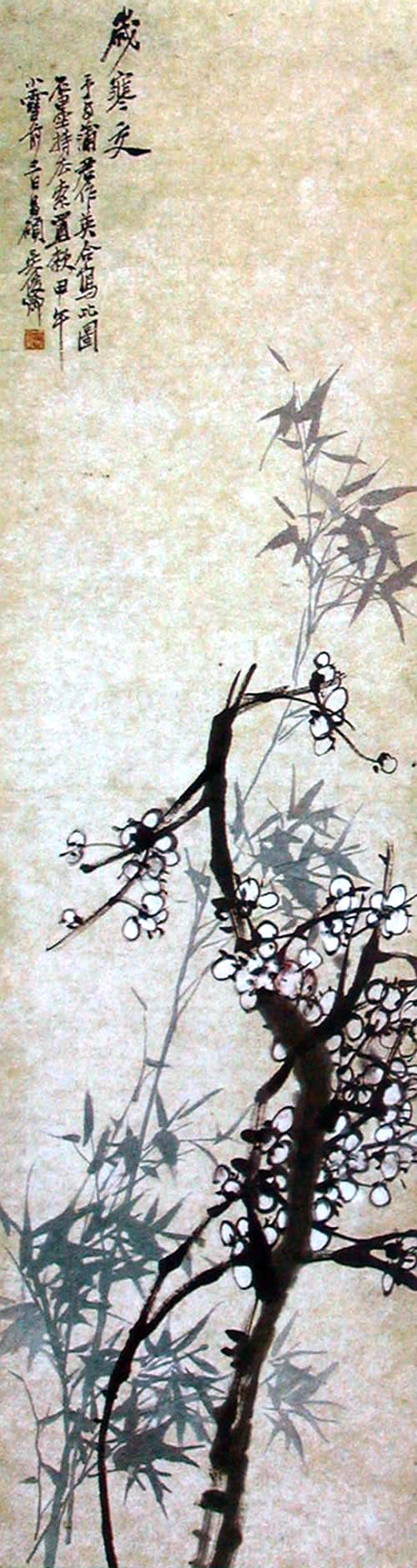
Twee duurzame planten in de winter: pruimenbloesem en bamboe (gewassen inkt en kleur op papieren hangende rol)
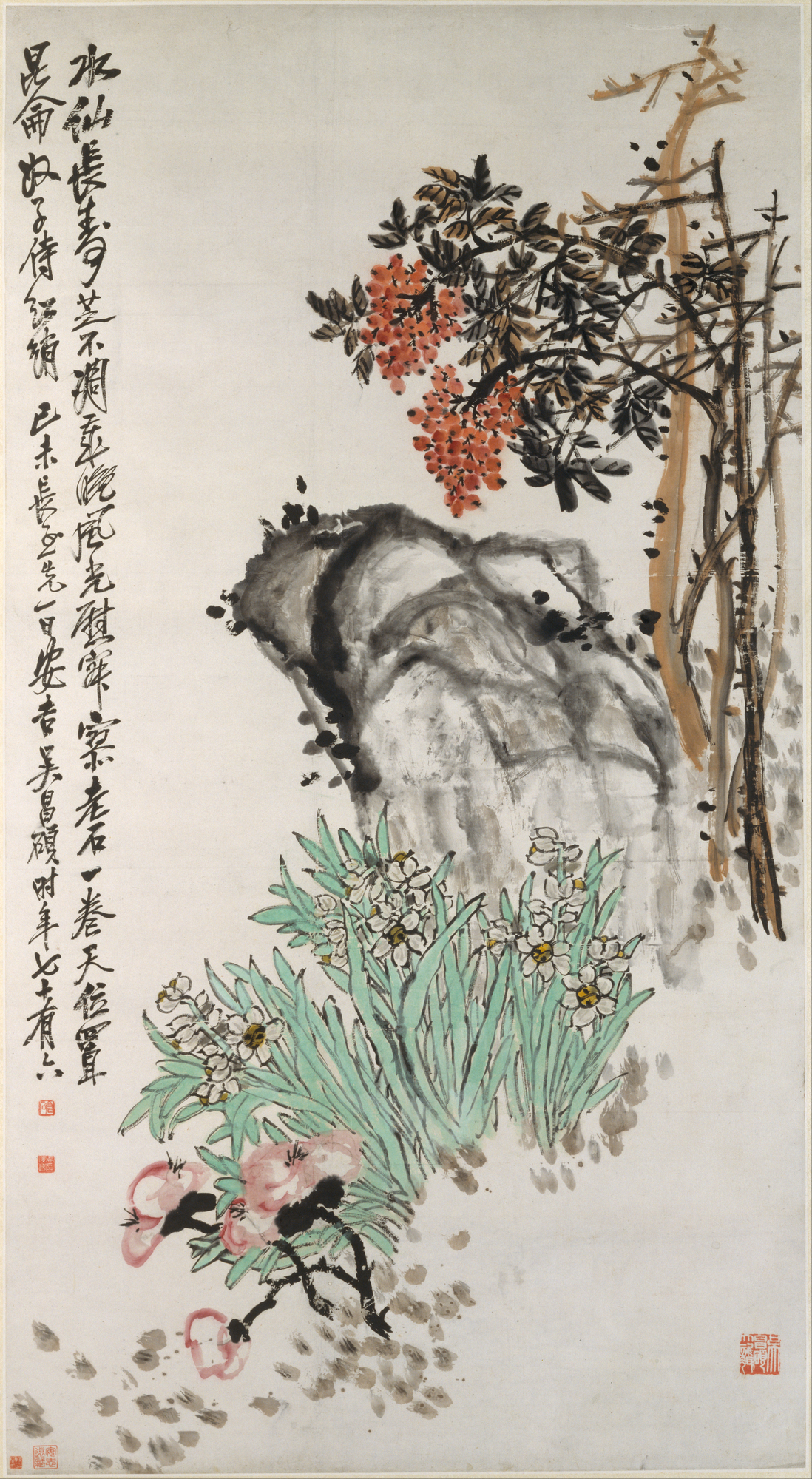
Offergaven in de lente (gewassen inkt en kleur op papieren hangende rol(
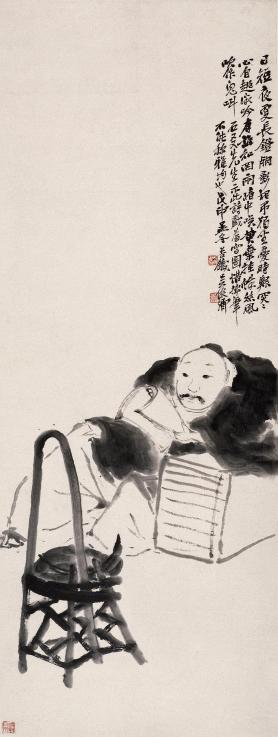
Lezen in het licht van de olielamp (gewassen inkt op papieren hangende rol)

- Biblioteca Nacional de España: XX4767041
- Bibliothèque nationale de France: cb17179892m (data)
- CiNii: DA00865454
- Gemeinsame Normdatei: 12390112X
- International Standard Name Identifier: 0000 0001 1587 1210
- Library of Congress Control Number: n83158143
- Bibliotheek van het Japanse parlement: 00314492
- Nationale Bibliotheek van Tsjechië: jn20011018083
- Nationale bibliotheek van Australië: 36621129
- Nationale Bibliotheek van Israël: 987007430112805171
- Nederlandse Thesaurus van Auteursnamen: 153349751
- Réseau des bibliothèques de Suisse occidentale: 02-A023509741
- RKD-Nederlands Instituut voor Kunstgeschiedenis: 274691
- LIBRIS: 301418
- Système universitaire de documentation: 176153934
- Trove: 1336749
- Union List of Artist Names: 500125703
- Virtual International Authority File: 3391836
- WorldCat: E39PBJgMFrxKDwwtCQ7JQGkRrq